# James Parke
James Cecil Parke (* 26. Juli 1881 in Clones, Irland; † 27. Februar 1946 in Llandudno, Wales) war ein irischer Tennis-, Rugby- und Golfspieler.

## Leben
Als Student spielte er ab 1903 in der Rugbymannschaft des Dubliner Trinity College. Bis 1906 nahm er an Länderspielen der irischen Rugby-Nationalmannschaft teil, wobei er zwei Mal Kapitän der Mannschaft war. Danach wandte er sich dem Tennis zu.
Bei den Olympischen Spielen 1908 in London vertrat er das Vereinigte Königreich im Rasentenniswettbewerb. Gemeinsam mit Josiah Ritchie unterlag er im Doppel-Finale den Goldmedaillengewinnern George Hillyard und Reginald Doherty. In seinem erfolgreichsten Jahr gewann er 1912 die australischen Tennismeisterschaften im Einzel und im Doppel. Im Einzel besiegte er Alfred Beamish, im Doppel gewann er zusammen mit Charles Dixon gegen Alfred Beamish und Gordon Lowe. In Wimbledon siegte er 1914 zusammen mit Ethel Thomson Larcombe im Mixed. Zwischen 1908 und 1920 spielte er für die britische Davis-Cup-Mannschaft im Davis Cup. Von seinen 20 Matches gewann er 8; 1912 gewannen sie das Mannschaftsturnier. 1920 nahm er zum letzten Mal am Einzelturnier von Wimbledon teil und unterlag dort in der dritten Runde Bill Tilden. 1925 spielte er zuletzt Turniere.
1946 starb er an einem Herzinfarkt.

## Erfolge
| Legende (Anzahl der Siege) |
| Grand Slam (3)             |

| Titel nach Belag |
| Rasen (3)        |

### Einzel
Turniersiege
| Nr. | Datum | Turnier                    | Belag | Finalgegner    | Ergebnis                |
| --- | ----- | -------------------------- | ----- | -------------- | ----------------------- |
| 1.  | 1912  | Australasian Championships | Rasen | Alfred Beamish | 3:6, 6:3, 1:6, 6:1, 7:5 |

### Doppel
Turniersiege
| Nr. | Datum | Turnier                    | Belag | Partner       | Finalgegner                | Ergebnis      |
| --- | ----- | -------------------------- | ----- | ------------- | -------------------------- | ------------- |
| 1.  | 1912  | Australasian Championships | Rasen | Charles Dixon | Alfred Beamish Gordon Lowe | 6:4, 6:4, 6:2 |

### Mixed
Turniersiege
| Nr. | Datum | Turnier                 | Belag | Partnerin              | Finalgegner                          | Ergebnis      |
| --- | ----- | ----------------------- | ----- | ---------------------- | ------------------------------------ | ------------- |
| 1.  | 1914  | Wimbledon Championships | Rasen | Ethel Thomson Larcombe | Marguerite Broquedis Anthony Wilding | 4:6, 6:4, 6:2 |